# Легкий метрополітен Міннеаполіса
Легкий метрополітен Міннеаполіса (англ. Metro (Minnesota)) — система ліній ЛРТ що обслуговує агломерацію Міннеаполіс — Сент-Пол, Міннесота, США. Керує системою компанія Metro Transit.

## Історія
У 1970 роках у міської влади виникла ідея будівництва метрополітену, що поєднував Міннеаполіс та Сент-Пол. Але ця ідея не знайшла підтримки в уряді штату, пізніше запропонували змінити проєкт на систему ЛРТ, однак і цей проєкт знайшов підтримку лише наприкінці 1990-х років. Будівництво першої Блакитної лінії почалося у 1999 році, рух на початкові ділянці відкрився у 2004 році.

## Лінії
Система складається з двох ліній ЛРТ та лінії швидкісного автобуса, що є своєрідним продовженням Блакитної лінії. На лініях ЛРТ використовується стандартна ширина колії та живлення потягів від повітряної контактної мережі. Інтервал руху на лініях приблизно 10 хвилин, у вихідні дні та пізно ввечері збільшується.
- Блакитна лінія[en] — Має 19,3 км та 19 станцій, поєднує центр міста Міннеаполіс з передмістям Блумінгтон, через Міжнародний аеропорт[en]. Спочатку лінія називалась Хіаватха, по назві проспекту[en] вздовж якого проходить більша частина її маршруту. Перед відкриттям другої лінії було оголошено про перейменування лінії за кольором що мало покращити орієнтування в системі, лінія була офіційно перейменована 17 травня 2013 року. На лінії розташована єдина в системі підземна станція «Airport — Terminal 1-Lindbergh».
- Зелена лінія[en] — Має 18 км та 23 станції з яких 5 станцій використовує спільно з Блакитною лінією. Поєднує центр міста Міннеаполіс з містом Сент-Пол, відкрилась 14 червня 2014 року. Працює цілодобово що є рідкістю для систем ЛРТ в Штатах, хоча поширена в метрополітенах (наприклад Нью-Йоркський метрополітен).

## Розвиток
Планується розширення Зеленої лінії, яке проходитиме через Сент-Луїс-Парк, Гопкінс та Міннетонка.
Планується будівництво нової лінії з 11 станцій в північно-західному напрямку від кінцевої станції «Target Field» до Бруклін-Парк.

## Галерея

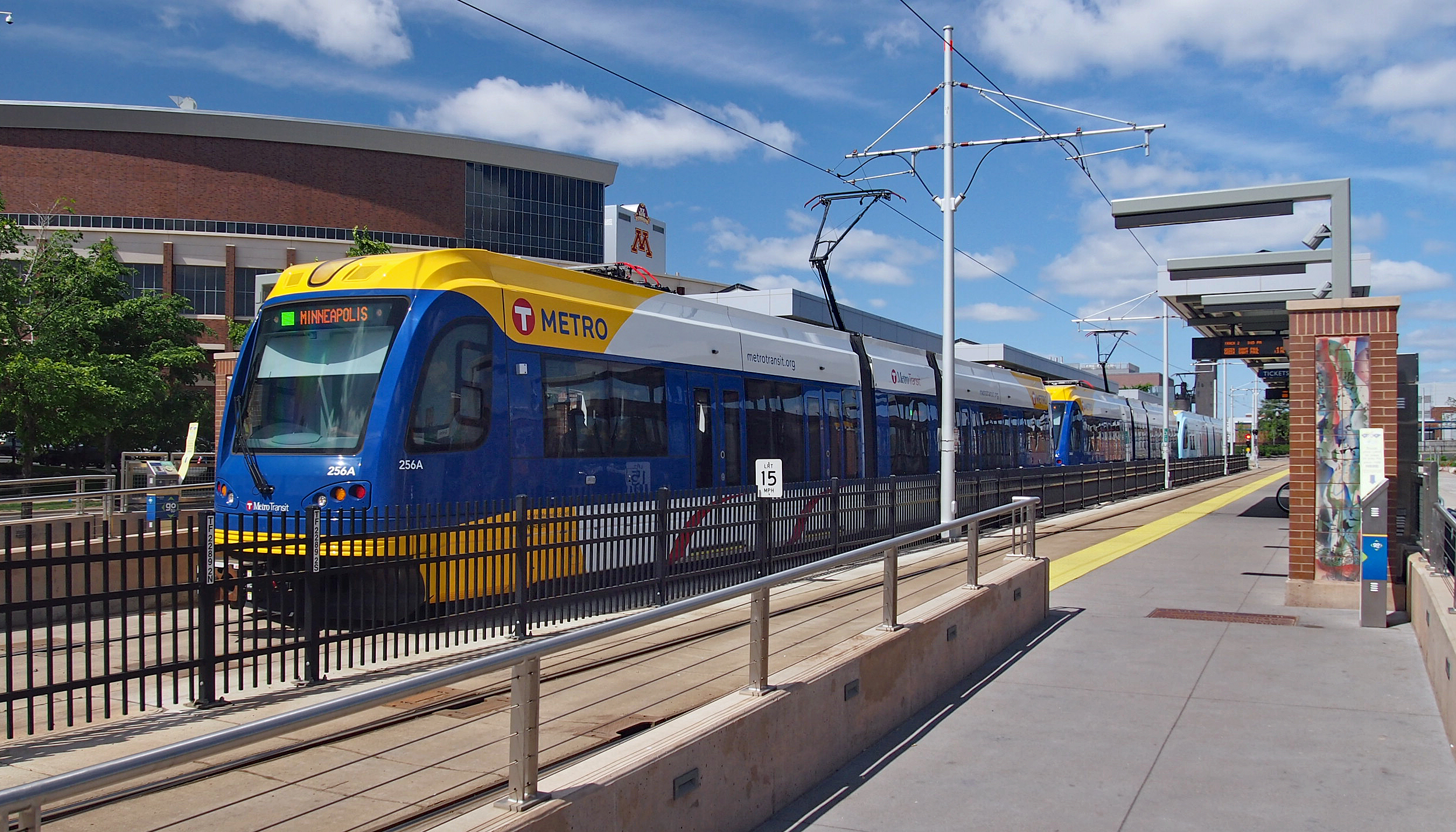
Потяг на станції «Stadium Village»
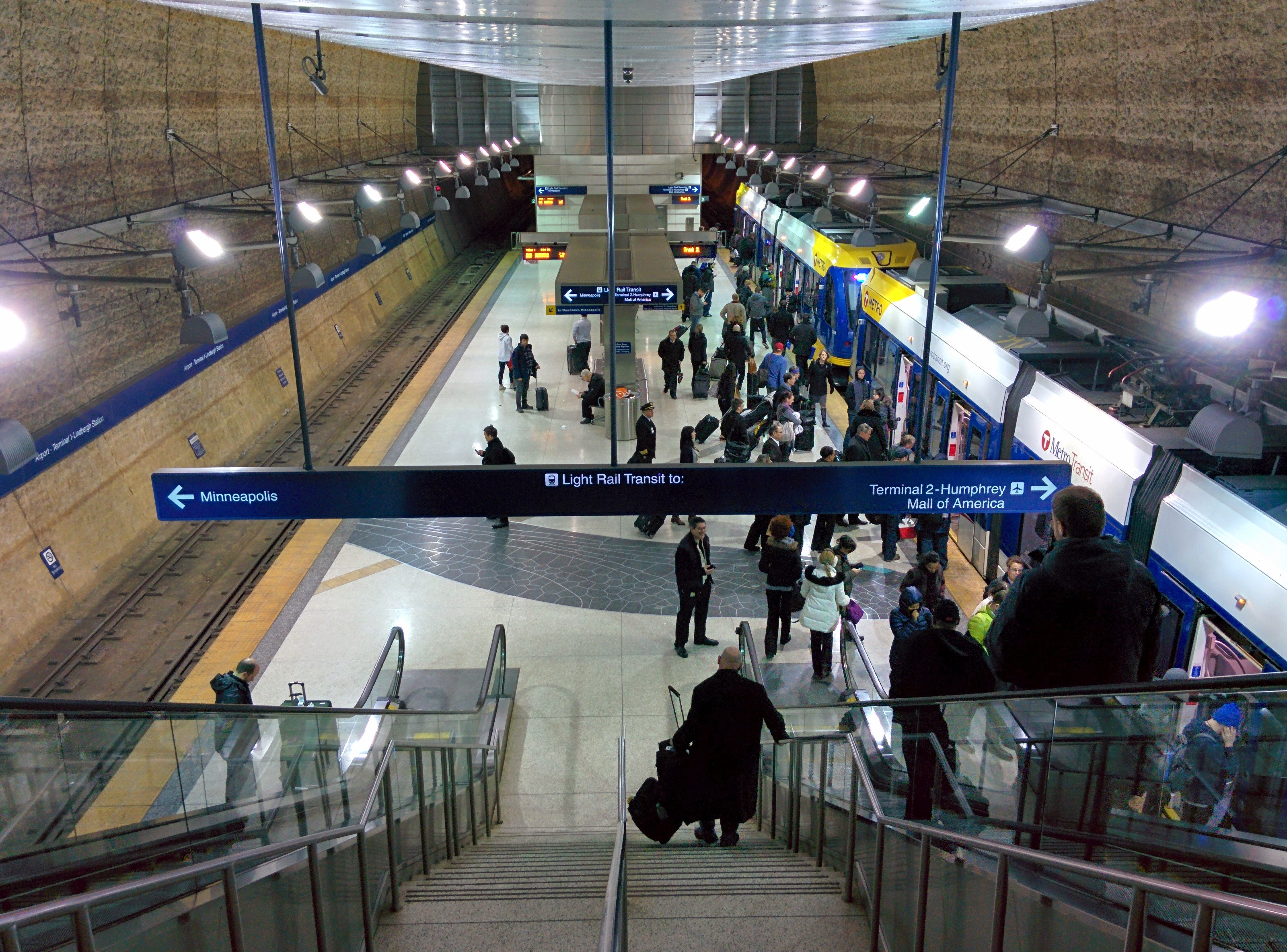
Підземна станція «Airport – Terminal 1-Lindbergh»
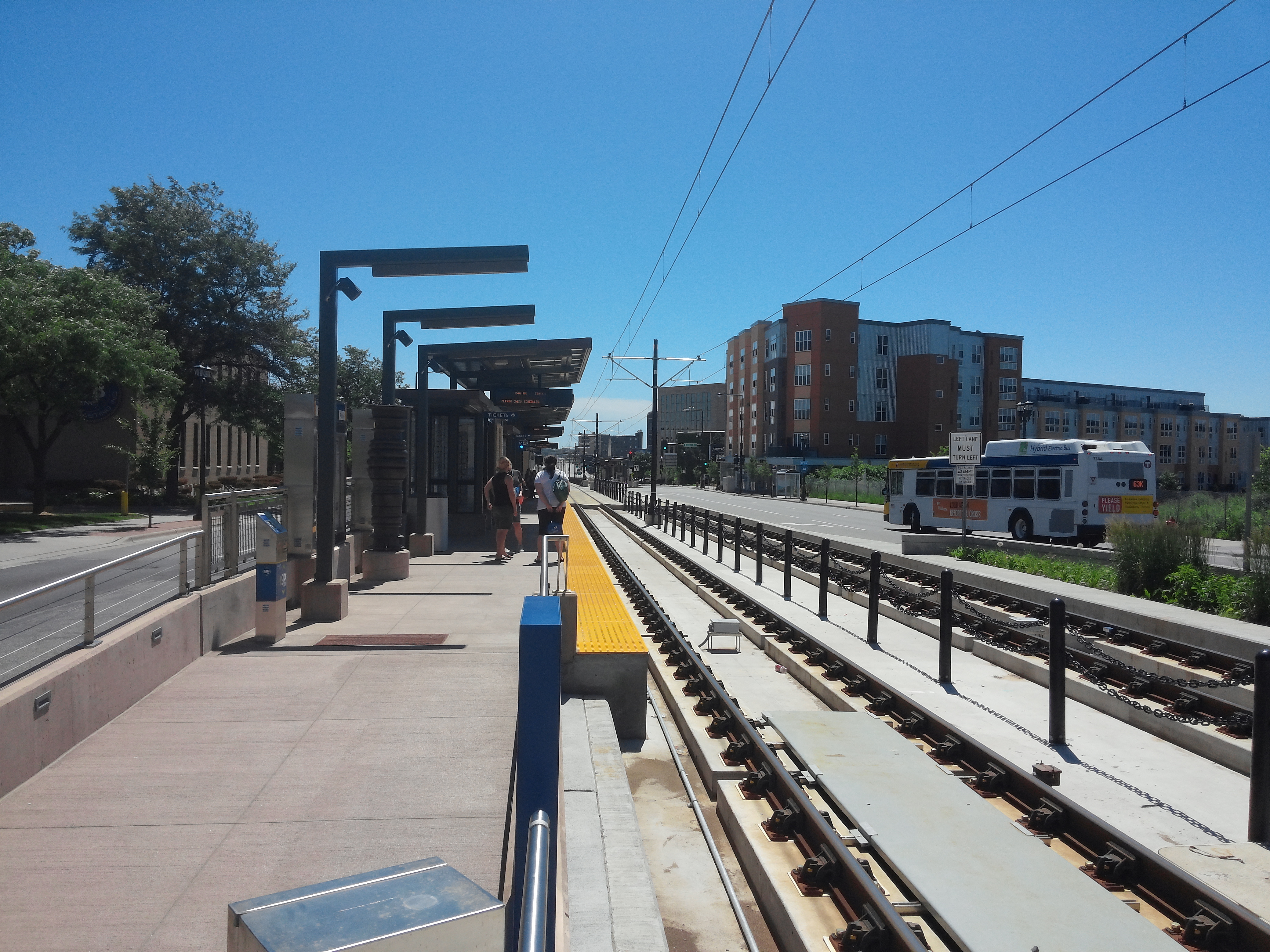
Станція «Westgate»
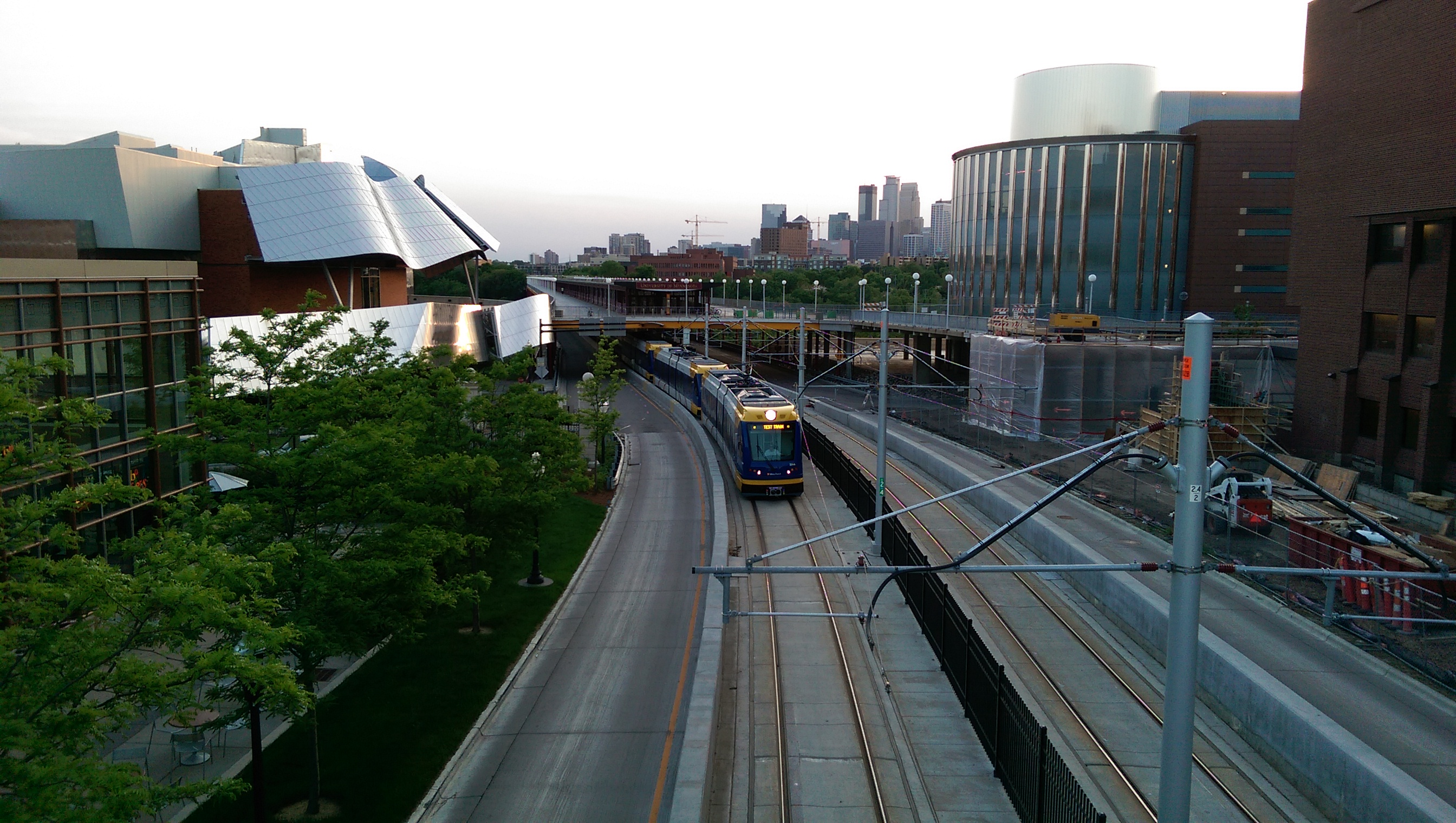
Колії Зеленої лінії перед відкриттям у червні 2014 року